# SN 1985H
SN 1985H – supernowa typu II odkryta 12 kwietnia 1985 roku w galaktyce NGC 3359. W momencie odkrycia miała maksymalną jasność 16,40m.